# Alburg
Alburg (även Alburgh) är en kommun (town) i Grand Isle County i delstaten  Vermont i USA. Vid folkräkningen år 2000 bodde 3 1952 personer på orten. Den har enligt United States Census Bureau en area på totalt 126,4 km² varav 50,5 km² är vatten.